# Shiki
Shiki (志木市?, Shiki-shi) è una città giapponese della prefettura di Saitama.